# Werner Spörri
Werner Spörri (1959) è un ex sciatore alpino svizzero.

## Biografia
Discesista puro, Spörri nella stagione 1977-1978 fu 3º nella classifica di specialità in Coppa Europa e gareggiò anche in Coppa del Mondo, senza ottenere piazzamenti di rilievo; la sua carriera terminò prematuramente a causa di un infortunio. Non prese parte a rassegne olimpiche e non ottenne piazzamenti ai Campionati mondiali; è padre di Nick, a sua volta sciatore alpino.